# Gliese 667
Désignations
Gliese 667 (aussi appelé GJ 667, HR 6426 et MLO 4) est un système stellaire et planétaire constitué de trois étoiles et au moins cinq (voire sept) planètes, ces dernières situées autour de l'étoile Gliese 667 C. Il est situé à environ 22 années-lumière de la Terre dans la constellation du Scorpion. Les trois étoiles ont une masse inférieure à celle du Soleil. Il existe une étoile de magnitude 12 proche[pas clair] de celles-ci mais non liée gravitationnellement au système. À l'œil nu, il semble former une étoile faible de magnitude 5,89. Le système a un mouvement propre relativement élevé, supérieur à 1 seconde d'arc par an.

## Système
Les deux étoiles les plus brillantes de ce système, GJ 667 A et GJ 667 B, sont en orbite autour de l'autre à une séparation angulaire moyenne de 1,81 seconde d'arc avec une excentricité élevée de 0,58. Selon la distance estimée de ce système, cela équivaut à une séparation physique d'environ 12,6 UA, soit près d'environ 13 fois la distance entre la Terre et le Soleil. Leur orbite excentrique fait varier leur distance de 5 UA à 20 UA, correspondant à une excentricité de 0,6. Elles complètent leur révolution orbitale en 42,15 années et le plan de l'orbite est incliné d'un angle de 128° par rapport à la ligne de visée à partir de la Terre. La troisième étoile, GJ 667 C, en orbite autour de la paire GJ 667 AB possède une séparation angulaire d'environ 30 secondes d'arc, ce qui équivaut à une distance minimale de 230 UA.

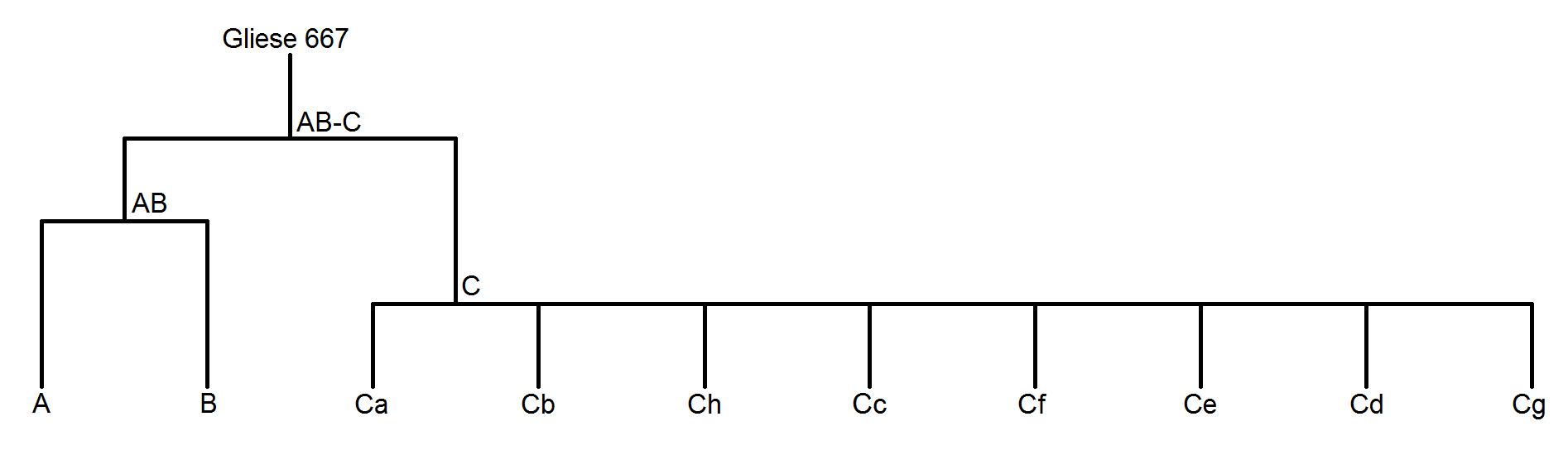
La hiérarchie entre les différents membres de ce système peut être représentée de cette façon suivante. Les 3 étoiles sont A, B et Ca (première composante du sous-système C) et les six planètes sont Cb, Ch, Cc, Cf, Ce, Cd et Cg.

### Gliese 667 A

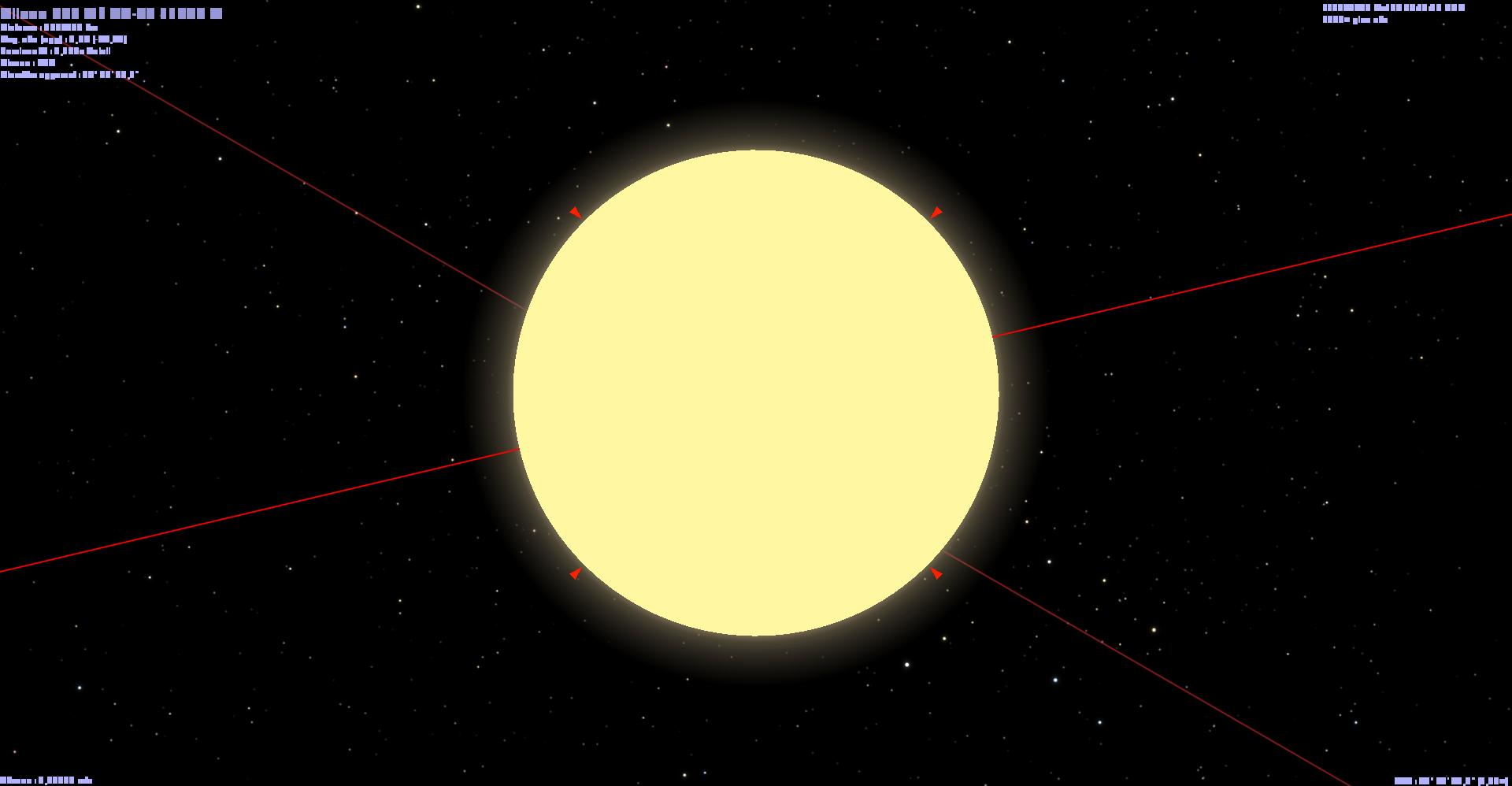
Gliese 667 A vue dans Celestia.

Gliese 667 A est une naine orange de type spectral K3V, sa taille est de 77 % celle du Soleil et sa luminosité de 13 %.

### Gliese 667 B

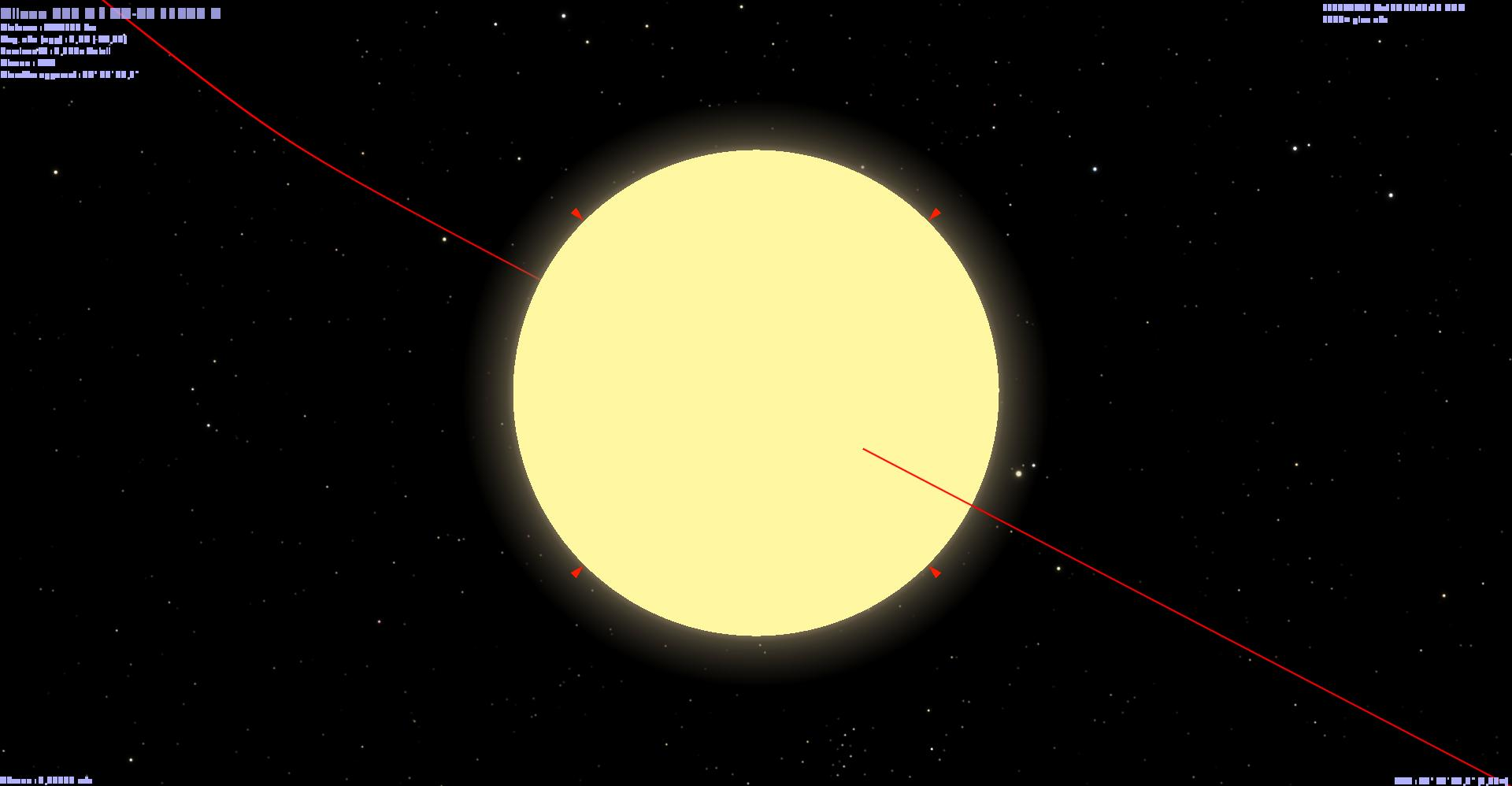
Gliese 667 B vue dans Celestia.

Gliese 667 B est une naine orange de type spectral K5V, sa taille est de 44 % celle du Soleil et sa luminosité de 5 %. Elle est éloignée de sa sœur Gliese 667 A de 12,6 UA en moyenne, son orbite est excentrique entre 5 UA et 20 UA. Elle en fait le tour en 42 années environ.

### Gliese 667 C
Cette étoile est bien plus petite que notre Soleil et que les deux autres étoiles membres du système Gliese 667. En effet, sa taille et sa masse sont respectivement 42 % et 38 % de celles du Soleil. Sa luminosité atteint seulement 0,3 % de celle de notre étoile.

#### Gliese 667 Ca

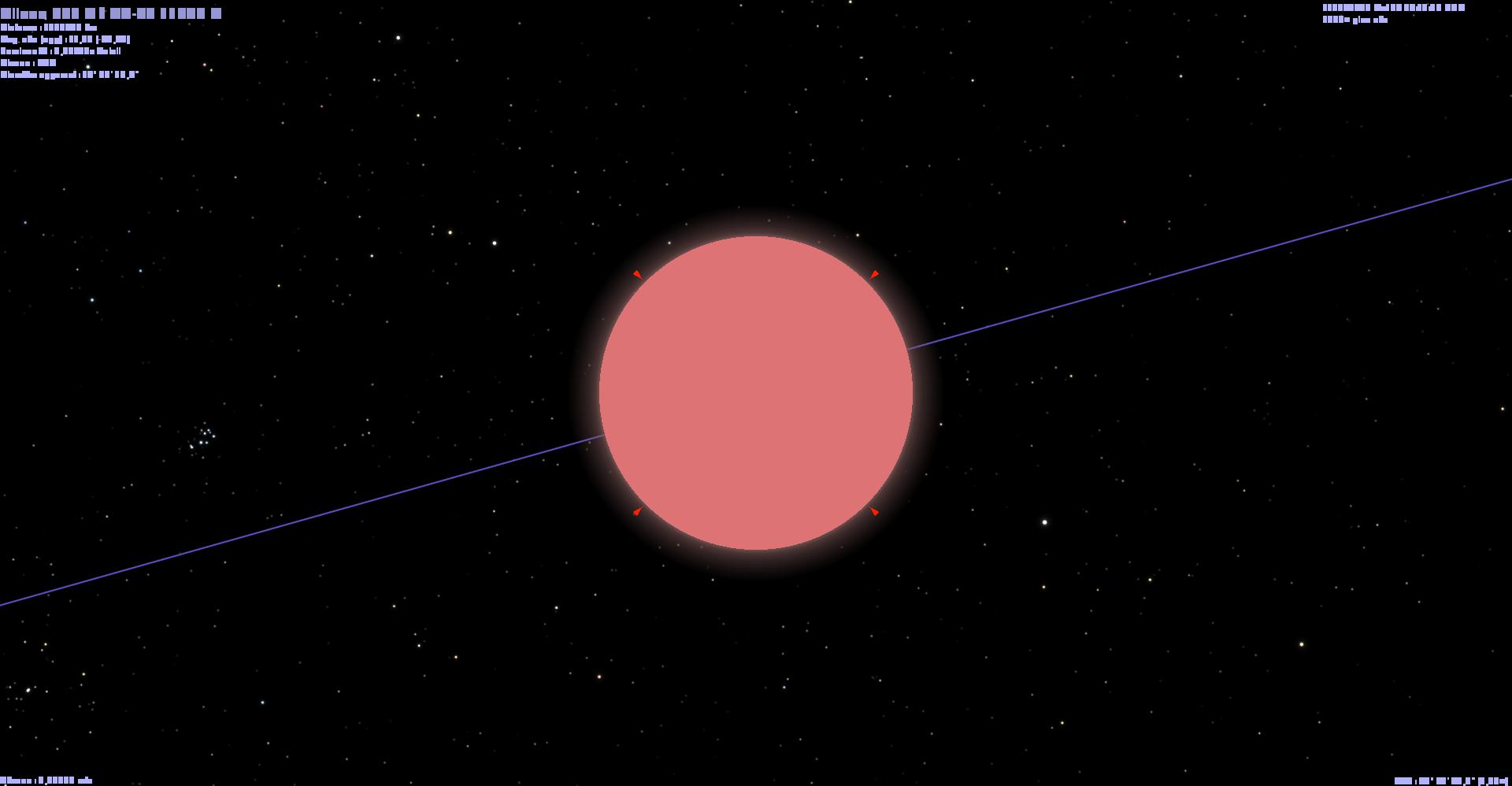
Gliese 667 C vue dans Celestia.

Gliese 667 C est une naine rouge de type spectral M2V, sa taille est de 20 % celle du Soleil et sa luminosité de 0,3 %. Son orbite par rapport  à Gliese 667 A est excentrique, entre 56 ua et 215 ua.

#### Gliese 667 Cb

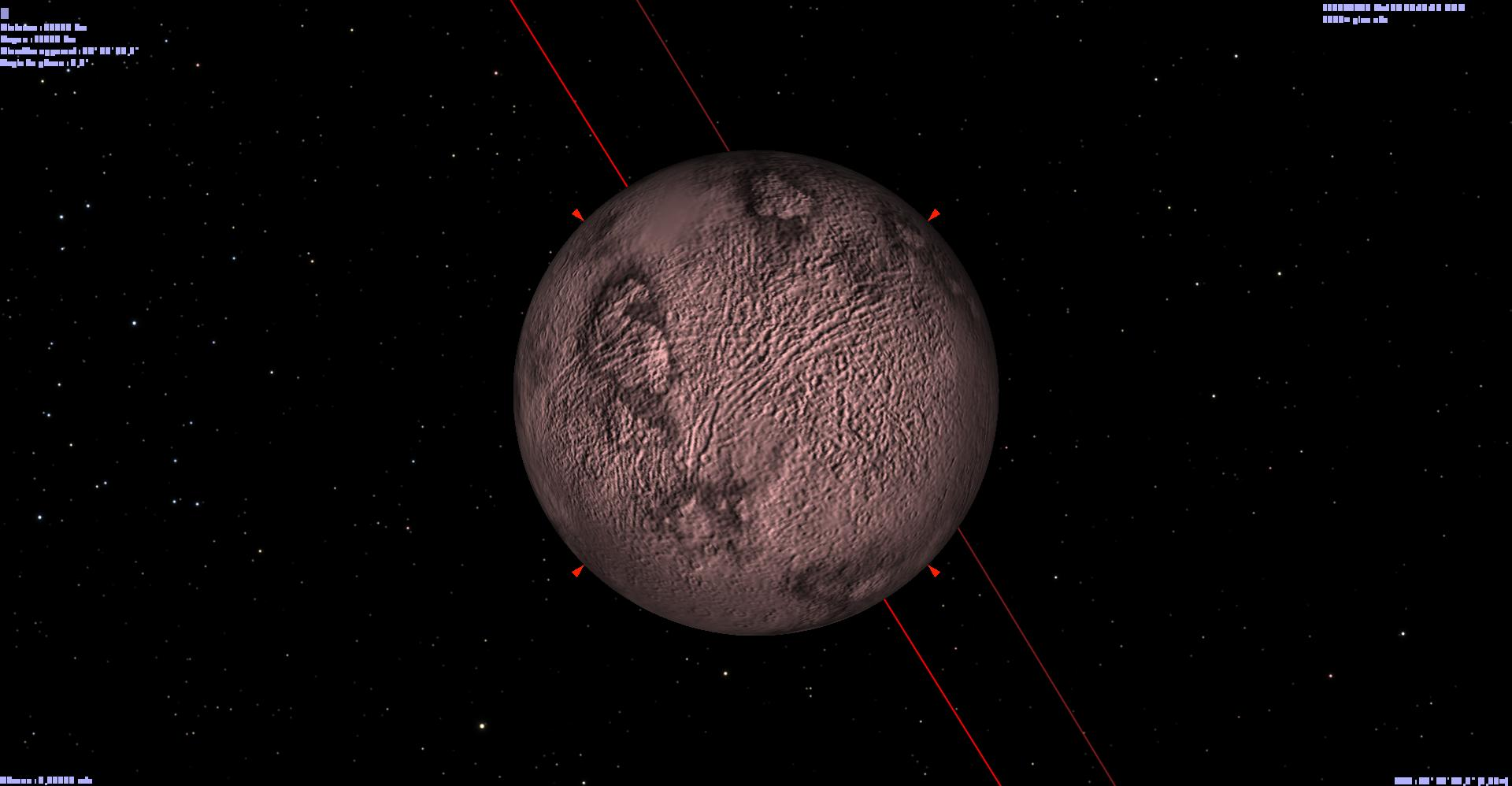
La planète Gliese 667 C b vue dans Celestia.

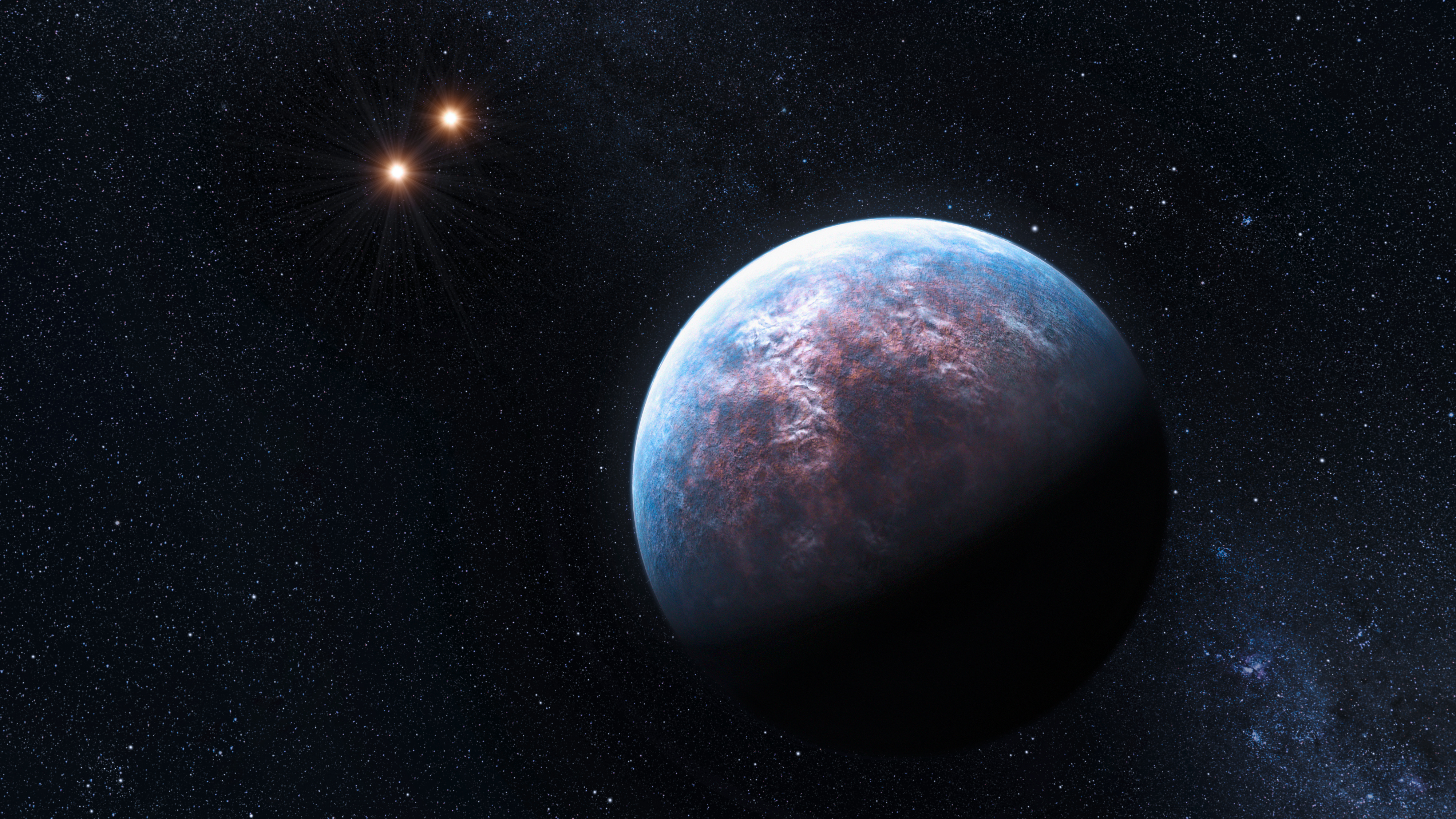
Vue d'artiste de Gliese 667 Cb, avec la binaire Gliese 667 A/B au fond.

/à compléter/

#### Gliese 667 Ch
Gliese 667 Ch est une planète en orbite de l’étoile Gliese 667 C, au sein du système Gliese 667.

#### Gliese 667 Cc

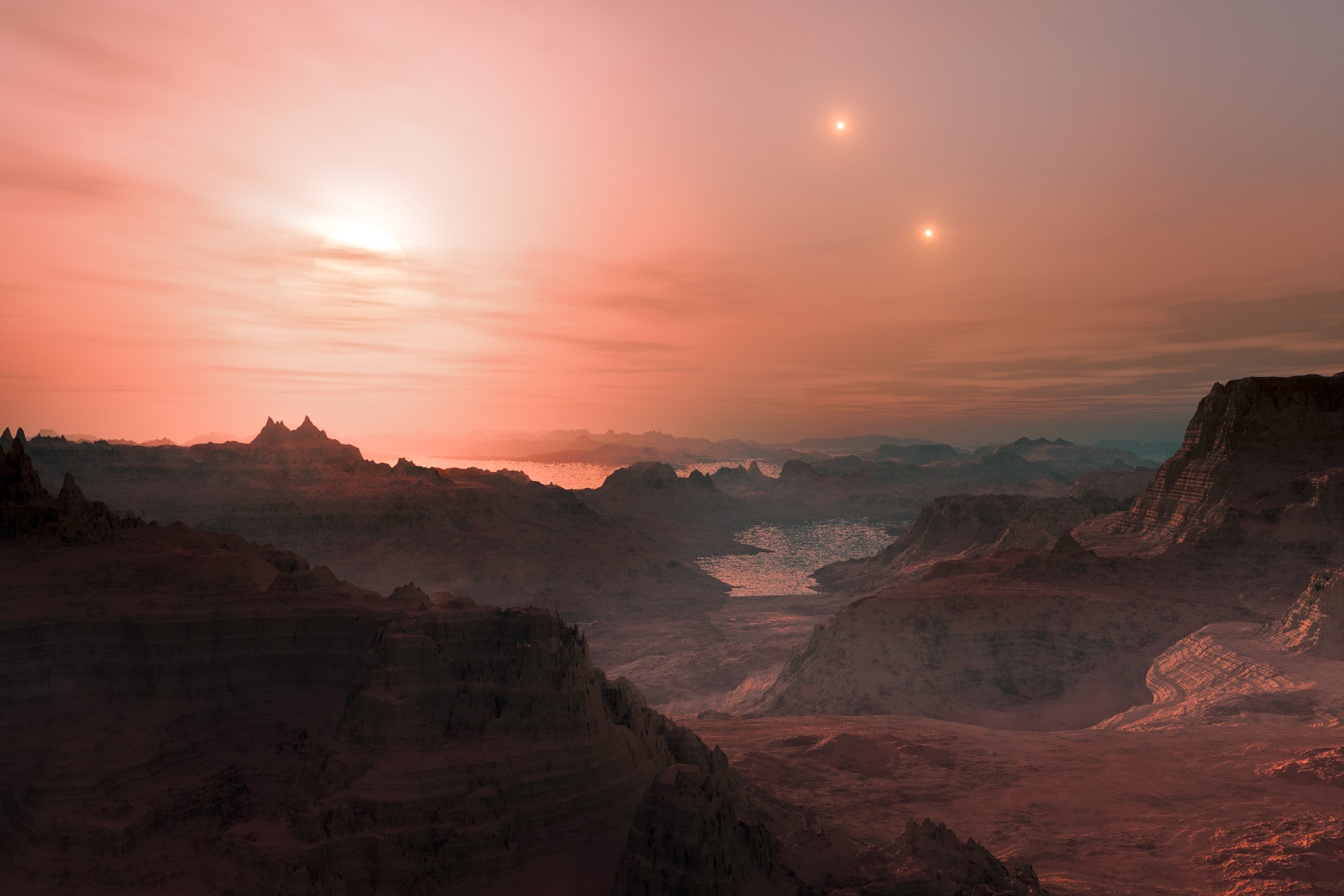
Vue d'artiste de Gliese 667 Cc.

/à compléter/

#### Gliese 667 Cf
/à compléter/

#### Gliese 667 Ce
/à compléter/

#### Gliese 667 Cd
/à compléter/

#### Gliese 667 Cg
Gliese 667 Cg est une planète en orbite de l’étoile Gliese 667 C, au sein du système Gliese 667.